# Al-Alam News Network
Al-Alam News Network est une chaîne de télévision d’information internationale iranienne lancée le 23 février 2003 et diffusée depuis Téhéran par satellite à destination des pays de langue arabe.